# N̄
Cette page contient des caractères spéciaux ou non latins. S’ils s’affichent mal (▯, ?, etc.), consultez la page d’aide Unicode.
N̄ (minuscule : n̄), appelé N macron, est un graphème utilisé dans l’écriture du marshallais, du yoruba, du obolo, du efik dans plusieurs langues océaniennes comme le hiw, le dorig, le kokota, le löyöp, le mwotlap, ou le vurës, dans la romanisation ISO 233-1 de l’écriture arabe, ou romanisation ISO 9 de l’alphabet cyrillique, la romanisation Pe̍h-ōe-jī ou dans certaines romanisations de l’alphabet kharoshthi. Il s’agit de la lettre N diacritée d’un macron.

## Utilisation
Le graphème ‹ n̄ › est utilisé dans l’orthographe de certaines langues océaniennes (mwotlap, vurës, hiw, dorig, kokota, …). Il représente le son /ŋ/.
En yoruba, lorsque le ton moyen est optionnellement indiqué avec le macron, ‹ n̄ › représente [ŋ̄].
En ancien breton et en obolo, quand le ‹ n̄ › est après une voyelle, cela produit une voyelle nasale.
Dans la romanisation ISO 9 de l’alphabet cyrillique, ‹ n̄ › est utilisé pour translitérer ‹ н̄ ›.
Dans la romanisation ISO 233-1 de l’écriture arabe, ‹ n̄ › translittère le nūn šaddah ‹ نّ ›, le nūn et le šaddah étant translittéré avec le n et avec le macron suscrit.

## Représentations informatiques
Le N macron peut être représenté avec les caractères Unicode suivants :
- décomposé (latin de base, diacritiques) :

| formes    | représentations | chaînes de caractères | points de code | descriptions                                 |
| --------- | --------------- | --------------------- | -------------- | -------------------------------------------- |
| majuscule | N̄               | N◌̄                    | U+004E U+0304  | lettre majuscule latine n diacritique macron |
| minuscule | n̄               | n◌̄                    | U+006E U+0304  | lettre minuscule latine n diacritique macron |

## Sources
- (en) Andrew Glass, Stefan Baums et Richard Salomon, Proposal to Encode Kharoṣṭhī Script in Plane 1 of ISO/IEC 10646 (no L2/02-203 R2), 19 septembre 2002 (lire en ligne)
- (en) Thomas T. Pederson, Transliteration of Arabic, 2.2, 2008 (lire en ligne)